# Vulkanwappen
Unter Vulkanwappen sind die Wappen der Staaten von Mittelamerika zu verstehen, die zwischen den Jahren 1823 und 1838/39 den Staatenbund der Vereinigten Provinzen von Mittelamerika bildeten. Dazu gehörten die Staaten Costa Rica, Honduras, Nicaragua, El Salvador und Guatemala. Sie zeigten und zeigen in ihren Wappen als Wappenfigur Vulkane. Guatemala hat seit 1871 ein geändertes Wappen. 

## Galerie

Wappen der Vereinigten Provinzen von Mittelamerika
Wappen Costa Ricas
Wappen von Honduras
Wappen Nicaraguas
Wappen El Salvadors
Wappen Guatemalas von 1825